# فهرست قهرمانان لیگ برتر فوتسال مردان ایران
قهرمان لیگ برتر فوتسال مردان ایران از بین تیم‌های رقابت کننده در لیگ برتر فوتسال مردان ایران انتخاب می‌شود. این رقابت‌ها از سال ۱۹۹۶ با عناوین مختلفی برگزار شده‌است. تیم‌های گیتی‌پسند، شهید منصوری، تام، فولاد ماهان، شن‌سا، پیمان و استقلال با ۲ عنوان قهرمانی و مس سونگون ورزقان برازیان با ۳ عنوان قهرمانی پرافتخارترین تیم‌های این مسابقات می‌باشند.

## قهرمانان

### قهرمانی استانی (۱۳۷۶–۱۳۸۱)
| سال  | برنده (تعداد عنوان) | نایب قهرمان          | سوم          | بهترین گلزن (باشگاه) (گل‌ها) |
| ---- | ------------------- | -------------------- | ------------ | --------------------------- |
| ۱۳۷۶ | استان گیلان (۱)     |                      | استان فارس   |                             |
| ۱۳۷۷ | استان تهران (۱)     |                      |              |                             |
| ۱۳۷۸ | استان تهران (۲)     | استان آذربایجان شرقی | استان اصفهان |                             |
| ۱۳۷۹ | استان فارس (۱)      |                      |              |                             |
| ۱۳۸۰ | استان تهران (۳)     |                      |              |                             |
| ۱۳۸۱ | استان تهران (۴)     |                      |              |                             |

### لیگ برتر فوتسال (۱۳۷۸–۱۳۸۲)
| سال  | برنده (تعداد عنوان) | نایب قهرمان | سوم          | بهترین گلزن (باشگاه) (گل‌ها) |
| ---- | ------------------- | ----------- | ------------ | --------------------------- |
| ۱۳۷۸ | پیمان (۱)           |             |              |                             |
| ۱۳۷۹ | پیمان (۲)           | فراز        | مقاومت گیلان |                             |
| ۱۳۸۰ | استقلال (۱)         | هسا         | فراز         | وحید شمسایی (پیمان) (۳۴)    |
| ۱۳۸۱ | استقلال (۲)         | پاس         | هسا          |                             |
| ۱۳۸۲ | پاس (۱)             | استقلال     | شن‌سا         |                             |

### لیگ برتر فوتسال (۱۳۸۳-اکنون)
| سال  | برنده (تعداد عنوان) | نایب قهرمان    | سوم                        | بهترین گلزن (باشگاه) (گل‌ها)                             |
| ---- | ------------------- | -------------- | -------------------------- | ------------------------------------------------------- |
| ۱۳۸۳ | شن‌سا (۱)            | شهید منصوری    | ارم کیش                    | محمود لطفی (راه ساری) (۳۶)                              |
| ۱۳۸۴ | تام (۱)             | ارم کیش        | شن‌سا                       | وحید شمسایی (ارم کیش) (۳۸)                              |
| ۱۳۸۵ | شن‌سا (۲)            | تام            | راه‌آهن                     | وحید شمسایی (تام) (۵۵)                                  |
| ۱۳۸۶ | تام (۲)             | شهید منصوری    | فولاد ماهان                | محمد طاهری (شهید منصوری) (۵۲)                           |
| ۱۳۸۷ | فولاد ماهان (۱)     | ارم کیش        | تام                        | مرتضی عظیمایی (راه ساری) وحید شمسایی (فولاد ماهان) (۳۲) |
| ۱۳۸۸ | فولاد ماهان (۲)     | شهید منصوری    | ملی حفاری                  | وحید شمسایی (فولاد ماهان) (۳۴)                          |
| ۱۳۸۹ | شهید منصوری (۱)     | گیتی‌پسند       | فولاد ماهان                | مسعود دانشور (گیتی‌پسند) (۲۴)                            |
| ۱۳۹۰ | شهید منصوری (۲)     | گیتی‌پسند       | فولاد ماهان                | احمد اسماعیل‌پور (شهید منصوری) (۳۲)                      |
| ۱۳۹۱ | گیتی‌پسند (۱)        | صبا            | شهید منصوری                | علی‌اصغر حسن‌زاده (صبا) احمد اسماعیل‌پور (گیتی‌پسند) (۲۹)   |
| ۱۳۹۲ | دبیری تبریز (۱)     | گیتی‌پسند       | ملی حفاری                  | فرهاد فخیم‌زاده (دبیری تبریز) (۲۶)                       |
| ۱۳۹۳ | تأسیسات دریایی (۱)  | گیتی‌پسند       | مس سونگون                  | مسلم رستمی‌ها (مس سونگون) (۲۶)                           |
| ۱۳۹۴ | تأسیسات دریایی (۲)  | مس سونگون      | گیتی‌پسند                   | علی‌اصغر حسن‌زاده (تأسیسات دریایی) (۲۹)                   |
| ۱۳۹۵ | گیتی‌پسند (۲)        | دبیری تبریز    | مس سونگون                  | مهدی جاوید (گیتی‌پسند) (۳۶)                              |
| ۱۳۹۶ | مس سونگون (۱)       | تاسیسات دریایی | گیتی‌پسند                   | مهدی جاوید (تاسیسات دریایی (۳۵)                         |
| ۱۳۹۷ | مس سونگون (۲)       | گیتی‌پسند       | ملی حفاری و سوهان محمدسیما | مهدی جاوید (گیتی‌پسند) (۳۷)                              |

## عناوین برجسته

### موفق‌ترین باشگاه‌ها
| باشگاه           | قهرمان | نایب قهرمان | سال قهرمانی      | سال نایب قهرمانی       |
| ---------------- | ------ | ----------- | ---------------- | ---------------------- |
| مس سونگون ورزقان | ۳      | ۱           | ۱۳۹۸، ۱۳۹۷، ۱۳۹۶ | ۱۳۹۴                   |
| گیتی‌پسند         | ۲      | ۴           | ۱۳۹۱، ۱۳۹۵       | ۱۳۸۹، ۱۳۹۰، ۱۳۹۲، ۱۳۹۳ |
| شهید منصوری      | ۲      | ۳           | ۱۳۸۹، ۱۳۹۰       | ۱۳۸۲، ۱۳۸۶، ۱۳۸۸       |
| تام              | ۲      | ۱           | ۱۳۸۳، ۱۳۸۶       | ۱۳۸۴                   |
| استقلال          | ۲      | ۱           | ۱۳۷۸، ۱۳۷۹       | ۱۳۸۰                   |
| پیمان            | ۲      | ۰           | ۱۳۷۶، ۱۳۷۷       |                        |
| فولاد ماهان      | ۲      | ۰           | ۱۳۸۷، ۱۳۸۸       |                        |
| شن‌سا             | ۲      | ۰           | ۱۳۸۲، ۱۳۸۴       |                        |
| تأسیسات دریایی   | ۲      | ۰           | ۱۳۹۳، ۱۳۹۴       |                        |
| پاس              | ۱      | ۱           | ۱۳۸۰             | ۱۳۷۹                   |
| دبیری تبریز      | ۱      | ۱           | ۱۳۹۲             | ۱۳۹۵                   |
| ارم کیش          | ۰      | ۲           |                  | ۱۳۸۳، ۱۳۸۷             |
| صبا              | ۰      | ۱           |                  | ۱۳۹۱                   |
| فراز             | ۰      | ۱           |                  | ۱۳۷۷                   |
| هسا              | ۰      | ۱           |                  | ۱۳۷۸                   |

### عناوین براساس شهر
| شهر    | قهرمان | نایب قهرمان |
| ------ | ------ | ----------- |
| تهران  | ۹      | ۳           |
| اصفهان | ۴      | ۵           |
| تبریز  | ۴      | ۲           |
| قرچک   | ۲      | ۳           |
| ساوه   | ۲      | ۰           |
| قم     | ۰      | ۴           |

### مجموع عناوین قهرمانی هر استان
لیست زیر باشگاه‌های قهرمان هر استان را نشان می‌دهد.
| استان                | عناوین | باشگاه قهرمان                                                                  |
| -------------------- | ------ | ------------------------------------------------------------------------------ |
| استان تهران          | ۱۱     | شهید منصوری (۲), استقلال (۲۲), پیمان (۲), تام (۲), پاس (۱), تأسیسات دریایی (۲) |
| استان آذربایجان شرقی | ۴      | دبیری (۱), مس سونگون ورزقان (۳)                                                |
| استان اصفهان         | ۴      | فولاد ماهان (۲), گیتی‌پسند (۲)                                                  |
| استان مرکزی          | ۲      | شن‌سا (۲)                                                                       |

### عنوان قهرمانی براساس دهه
| دهه ۱۹۹۰ | تیم   |
| ۲        | پیمان |

| دهه ۲۰۰۰ | تیم                             |
| ۲        | استقلال، شن‌سا، تام، فولاد ماهان |
| ۱        | پاس                             |

| دهه ۲۰۱۰ | تیم                                   |
| ۲        | شهید منصوری، تأسیسات دریایی، گیتی‌پسند |
| ۱        | دبیری                                 |